# Bonapartia
Bonapartia – rodzaj ptaków z rodziny bilbili (Pycnonotidae).

## Występowanie
Rodzaj obejmuje gatunki występujące endemicznie na Sumatrze.

## Morfologia
Długość ciała 16–18 cm.

## Systematyka

### Etymologia
Jules Laurent Lucien, później Charles Lucien Jules Laurent, drugi książę Canino i Musignano i książę Bonaparte (1803–1857), francuski ornitolog.

### Podział systematyczny
Do rodzaju należą następujące gatunki:
- Bonapartia leucogrammica (S. Müller, 1836) – bilbil plamisty
- Bonapartia tympanistrigus (S. Müller, 1836) – bilbil sumatrzański